# Isidoro di Pelusio
Isidoro di Pelusio (Alessandria d'Egitto, IV secolo – 450 circa) è stato un monaco cristiano greco antico, divenne un asceta e si trasferì in una montagna vicino alla città di Pelusio, nella tradizione dei Padri del deserto. Isidoro ci è noto per le sue lettere, scritte a Cirillo di Alessandria, Teofilo di Alessandria, Teodosio II e una miriade di altri. Una raccolta di 2.000 lettere, fatta nell'antichità presso un monastero di Costantinopoli, è giunta fino a noi attraverso una serie di manoscritti, con ogni lettera numerata e in ordine. Le lettere, redatte in un greco molto elegante, sono per lo più estratti molto brevi, una frase o due di lunghezza. Alcune delle lettere sono di notevole interesse per l'esegesi della Bibbia greca. 
È venerato come un santo, la sua festa è il 4 febbraio.

## Biografia

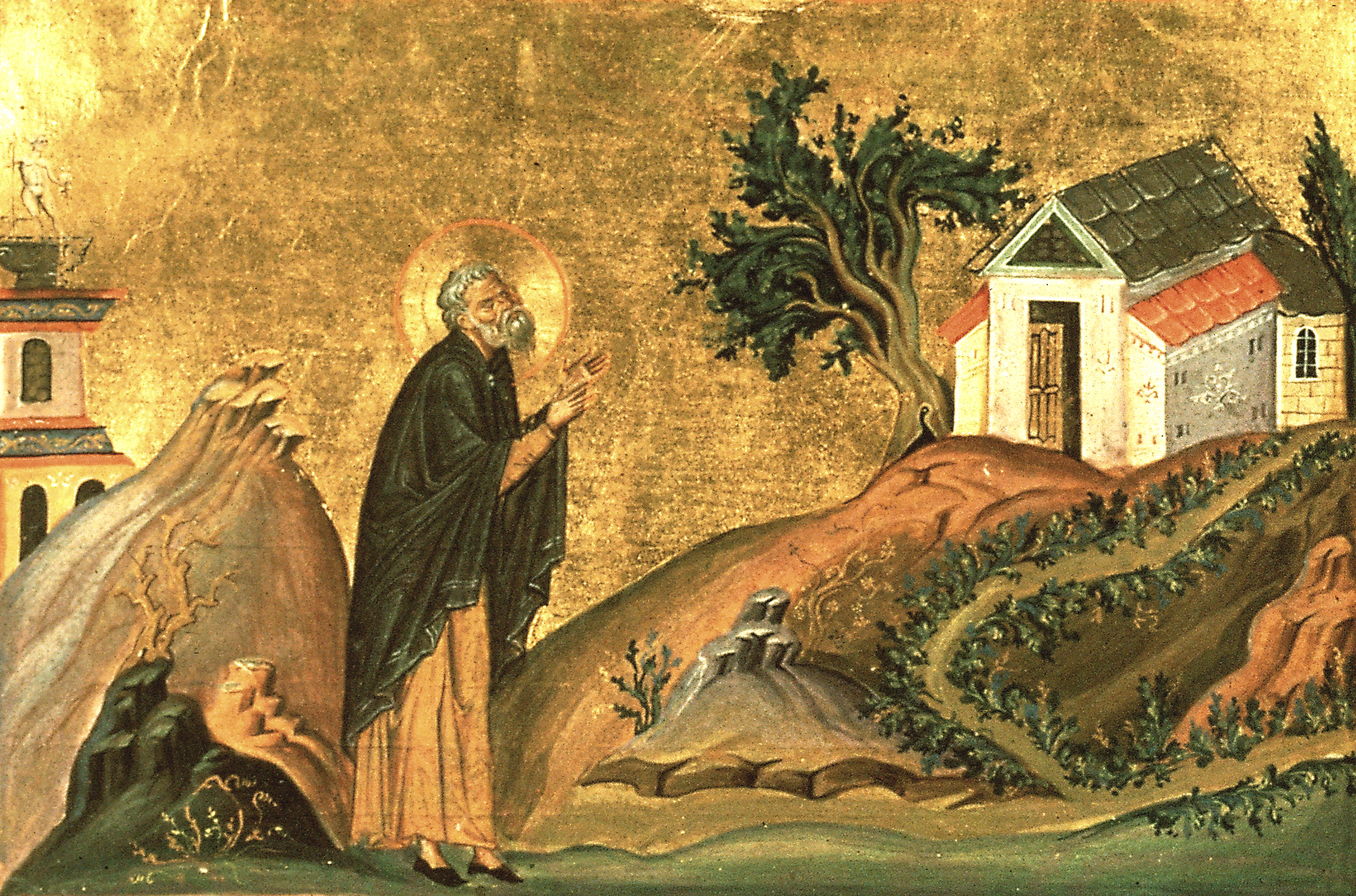
Miniatura dal Menologio di Basilio II

Isidoro era nativo di Alessandria d'Egitto da una famiglia in vista: Teofilo, arcivescovo di Alessandria, era suo parente.
Era l'unico figlio di genitori che gli insegnarono i libri della Chiesa e la lingua greca in cui eccelleva. Ma il suo carattere era volto all'ascetismo e all'umiltà. Quando seppe che la gente di Alessandria voleva fare di lui il patriarca della città, rinunciò alle sue ricchezze e fuggì di notte a Pelusio, facendosi monaco in un monastero. Egli divenne ben presto noto per il suo rigore nel rispetto della regola e per la sua austerità. Un passaggio nella sua voluminosa corrispondenza offre motivo di credere che abbia ricoperto la carica di abate. 
Seguendo l'esempio di san Giovanni Crisostomo, che era riuscito a vedere e sentire durante un viaggio a Costantinopoli, Isidoro si dedicò principalmente alla predicazione. Eppure, scrisse in una lettera: "È più importante essere esperti in opere buone che nella predicazione dalla lingua d'oro".
Attraverso l'iniziativa di Sant'Isidoro il Terzo Concilio Ecumenico fu convocato a Efeso (431), in cui venne definitivamente condannata la dottrina di Nestorio riguardante la persona di Gesù Cristo.
Isidoro di Pelusio è morto intorno all'anno 450.

## Opere
Le uniche opere superstiti di Isidoro sono una notevole corrispondenza, che comprende più di 2.000 lettere. Lo storico Niceforo afferma che sant'Isidoro ha scritto più di 10.000 lettere a varie persone, in cui ha rimproverato uno, consigliato un altro, consolato un terzo, dato incarichi a un quarto. 
Queste lettere di sant'Isidoro possono essere divise in tre classi a seconda dei temi trattati: quelle che si occupano di dogmi; quelle sulle Sacre Scritture; quelle con la disciplina ecclesiastica e monastica; e quelle con la moralità pratica per la guida di laici di tutte le classi e condizioni. 
Il suo consiglio per quanto riguarda coloro che abbracciano lo stato monastico era in primo luogo che non si dovesse far sentire loro tutta l'austerità della regola, né che dovessero essere lasciati senza compiti perché non si abituassero alla pigrizia; ma che dovrebbero essere guidati passo passo a ciò che è più perfetto. Grandi astinenze non servono a nulla se non sono accompagnate dalla mortificazione dei sensi. L'abito di un monaco dovrebbe, se possibile, essere di pelli e il suo cibo composto di erbe, a meno che la debolezza del corpo richieda qualcosa di più.
Le lettere sono state edite nel volume 78 della Patrologia Graeca. Pierre Evieux ha curato la seconda metà della raccolta, in cui il degrado è stato più grave, nel 1997 e nel 2000, nella serie Sources Chrétiennes. Ha anche prodotto una tabella di riferimento incrociato tra la numerazione originale e quella della Patrologia Graeca. Le altre lettere non hanno mai ricevuto alcuna edizione critica né sono state tradotte in alcuna lingua moderna.

### Edizioni
- (LA)  Sancti Isidori Pelusiotae Epistolae latinae latine nunc primum editæ. Interprete Andrea Schotto, Roma 1629.
- (EL, LA)  Tou en hagiois patros hemon Isidorou, tou Pelousiotou, epistolon biblia pente, a cura di H.-A. Niemeyer, Patrologia Graeca LXXVIII, Paris 1857.
- (LA)  E.L.A. Bouvy, De sancto Isidoro Pelusiota, libri tres, Nîmes, 1884.
- (EL, FR)  Isidore de Péluse, Lettres; introduction générale, texte critique, traduction et notes par Pierre Évieux, 
  - 1: Lettres 1214-1413, (Sources chrétiennes; 422), Paris: Les éditions du cerf, 1997
  - 2: Lettres 1414-1700, (Sources chrétiennes; 454), Paris: Les éditions du cerf, 2000

## Culto
Viene ricordato dalla Chiesa cattolica e da quella ortodossa il giorno 4 febbraio.
Dal Martirologio Romano: "A Pelusio sempre in Egitto, sant'Isidoro, sacerdote, che, illustre per dottrina, disdegnando il mondo e le sue ricchezze, preferì imitare la vita di Giovanni Battista nel deserto indossando l'abito monastico."